# Mittlere Aurach
Die Mittlere Aurach, zuweilen auch nur Aurach genannt, ist ein gut 39 km langer linker Nebenfluss der Regnitz in Mittelfranken.

## Name
Der Name Aurach bedeutet so viel wie „Bach, an dem Auerochsen weiden“ (aus ahd. ūr ‚Auerochs‘ und aha ‚fließendes Wasser‘).
Zur Unterscheidung von anderen Flüssen namens Aurach, insbesondere in Franken einer weiteren Aurach, die weiter abwärts ebenfalls von links in die Regnitz mündet sowie einer dritten Aurach, die von links in den Regnitz-Hauptoberlauf Rednitz mündet, wird der hier behandelte zweite Zufluss dieses Namens in den Gewässerhauptstrang der Regnitz meist als Mittlere Aurach bezeichnet.

## Geographie

### Verlauf
Die zwei Quellbäche der Aurach entspringen auf der Frankenhöhe im südlichen Hohenecker Forst, eben noch im Gebiet von Markt Ipsheim im Landkreis Neustadt an der Aisch-Bad Windsheim. Der höhere der beiden Ursprünge liegt auf etwa 433 m ü. NHN. Schon nach weniger als einem Kilometer etwa östlichen Laufs vereinen sich die zwei Bäche kurz nach der Gemeindegrenze zu Markt Erlbach noch im Wald, den die Mittlere Aurach dann bald in der Nähe des Erlbacher Pfarrdorfs Linden verlässt.
Sie schwenkt nun unter dem Ort Linden auf dem rechten Hangkamm auf lange beibehaltene, auf größerer Skala etwa ostnordöstliche Fließrichtung. Noch vor dem ersten kleinen Dorf Klausaurach am Ufer nimmt sie den halb so langen Leitenbach aus dem Wald ihrer Ursprünge auf, nahe an dessen Mündung eine Aurachquelle auf Karten ausgewiesen ist; hier sammeln einige Quellfassungen Trinkwasser aus dem Teileinzugsgebiet des Leitenbachs.
Im Gemeindegebiet von Markt Erlbach durchquert oder passiert sie dann dessen jeweils in rund einem Kilometer Abstand aufeinander folgende Dörfer und Weiler Klausaurach, Mettelaurach, Morbach, Losaurach, Mosbach und Kotzenaurach, wo der noch immer weniger als 150 Meter breite Talgrund inzwischen etwa 60 Höhenmeter unter der rechten Randhöhe liegt. Nach einer letzten Erlbacher Mühlensiedlung wechselt sie aufs Gebiet von Markt Emskirchen über. Nach einem weiteren kleinen Mühlenort zieht sie zwischen Neuschauerberg am linken Ufer und dem etwas ferner in einem kurzen rechten Nebental liegenden Altschauerberg hindurch und durchquert dann nach einem Wasserstandshäuschen den namengebenden Hauptort der Gemeinde selbst.
Abwärts liegen nun zwei weitere alte Mühlen an einem abgezweigten Mühlbach am linken Rand des Talgrundes, in den der Floresbach mündet, der erste der längeren linken Zuflüsse mit einer ausgedehnten Weiherkette am Oberlauf. Gegenüber von Gunzendorf grenzt kurz die Gemeinde Wilhelmsdorf ans linke Ufer; durch deren nahen Hauptort läuft der Albach herbei und nimmt dann noch den erwähnten Mühlbach auf, ehe er gleich in die Aurach mündet; auch der Albach entwässert eine große Zahl von Teichen, zumeist am Oberlauf, dort Oberalbacher Weiher genannt. Der Talgrund wird danach etwas breiter und nach zwei kleineren Siedlungsplätzen folgt das letzte Dorf Oberniederndorf von Emskirchen. Dann beginnt hinter der Grenze zum Landkreis Erlangen-Höchstadt das Gemeindegebiet von Aurachtal. Darin durchzieht der Fluss Neundorf und das Pfarrdorf Münchaurach und erreicht dann bei Falkendorf seinen nördlichsten Punkt, wo der Reichenbach einmündet, sein längster Zufluss, an dessen Oberlauf die Teichwirtschaft sogar über die Talgründe hinaus ein flaches Seitenmuldenband ausfüllt.
In einem nur leicht nach Süden ausholenden Bogen bis zu seiner Mündung fließt die Aurach nunmehr bis zur Mündung fast ostwärts und tritt nach Passieren zweier letzter Mühlenplätze an deren Eckenmühle ins Stadtgebiet von Herzogenaurach über. An der Mühle fließt, wiederum von links, der etwas kürzere Welkenbach zu mit noch größerer entwässerter Teichfläche an den Oberläufen. Durch eine Siedlungslücke zwischen der Stadt selbst naht nun der einzige längere rechte Zufluss Schleifmühlbach, er mündet zwischen Hauptendorf und dem mit Herzogenaurach zusammengebauten Niederndorf, das am gegenüberliegenden linken Hang steht.
Der nächste Ort Neuses links am Lauf gehört schon zur kreisfreien Stadt Erlangen, hier zweigt nach rechts der Nebenlauf Altaurach ab, mit dem zusammen die Mittlere Aurach unter der Talbrücke der A 3 hindurchfließt. Auf dem wieder etwas nördlicher laufenden Rückbogen des Unterlaufs durchquert der Fluss den Stadtteil Frauenaurach, worin sich seine zwei Zweige wieder vereinen. Weiter abwärts wird er am östlichen Siedlungsrand von Frauenaurach zum Tal der Regnitz hin unter dem Main-Donau-Kanal hindurchgeführt, der diese links begleitet. Durch die fast einen Kilometer breiten Regnitzwiesen erreicht die Mittlere Aurach das Westufer ihres Vorfluters und mündet dort gegenüber Erlangen-Bruck auf etwa 274 m ü. NHN von links in die Regnitz.
Ihren etwa 39,3 km langen Weg vom Ursprung des höher entstehenden rechten Quellbachs bis zur etwa 159 Höhenmeter tiefer liegenden Mündung durchläuft die Mittlere Aurach mit einem mittleren Sohlgefälle von etwa 4 ‰.
- Fluss-Impressionen

"Fluss-Impressionen
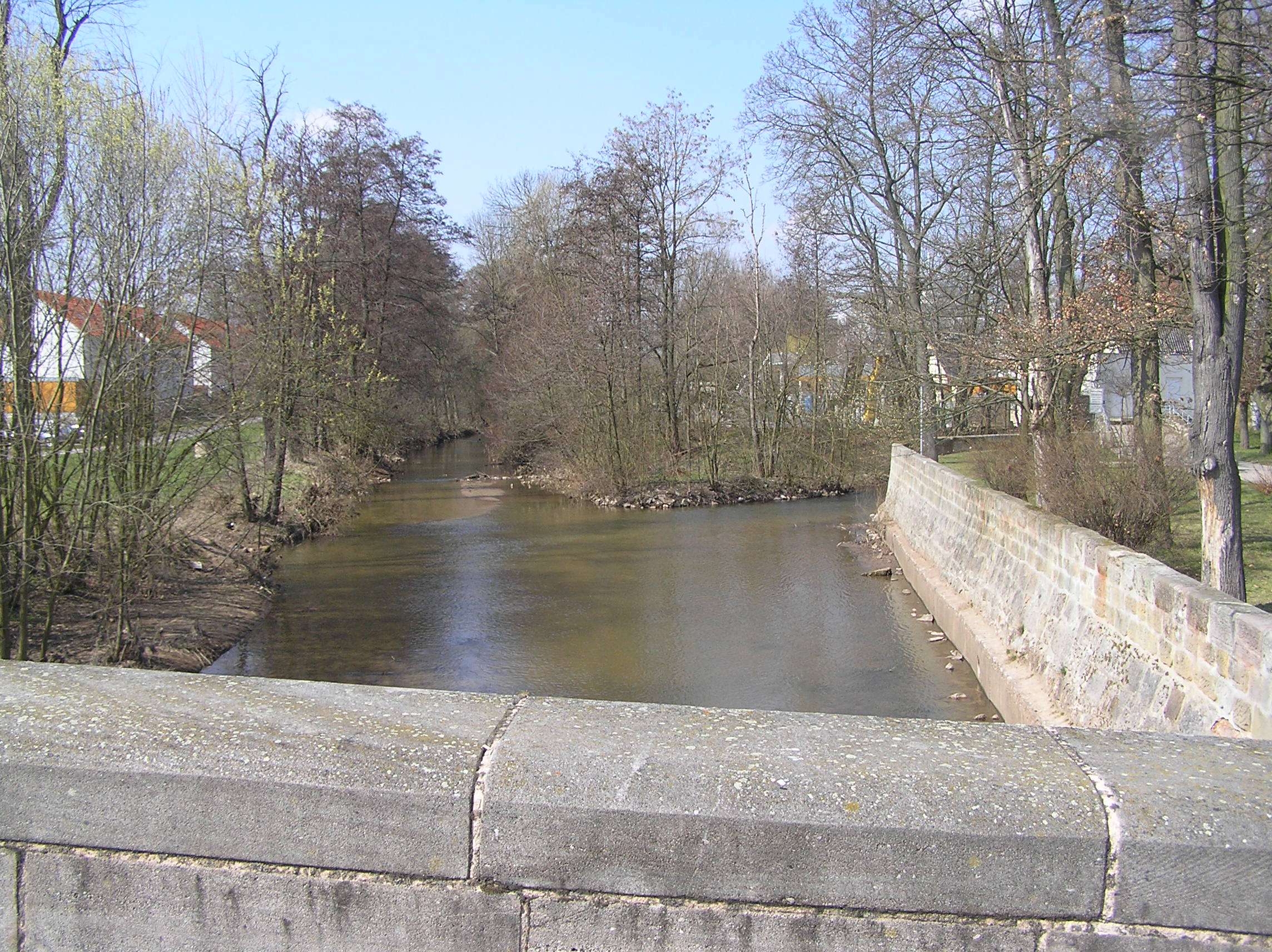
Die Aurach in Herzogenaurach
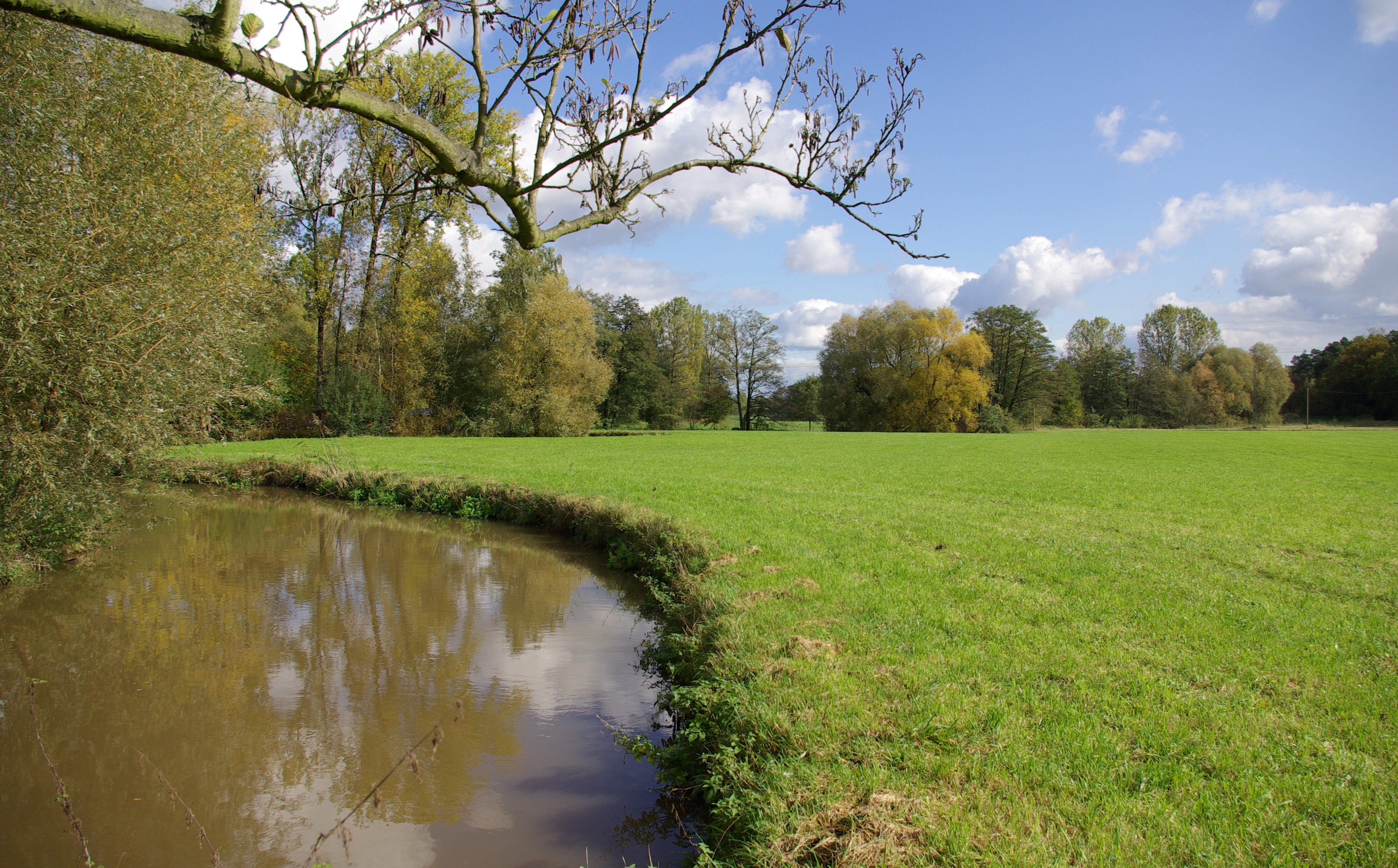
Die Aurach bei Neuses (Erlangen)
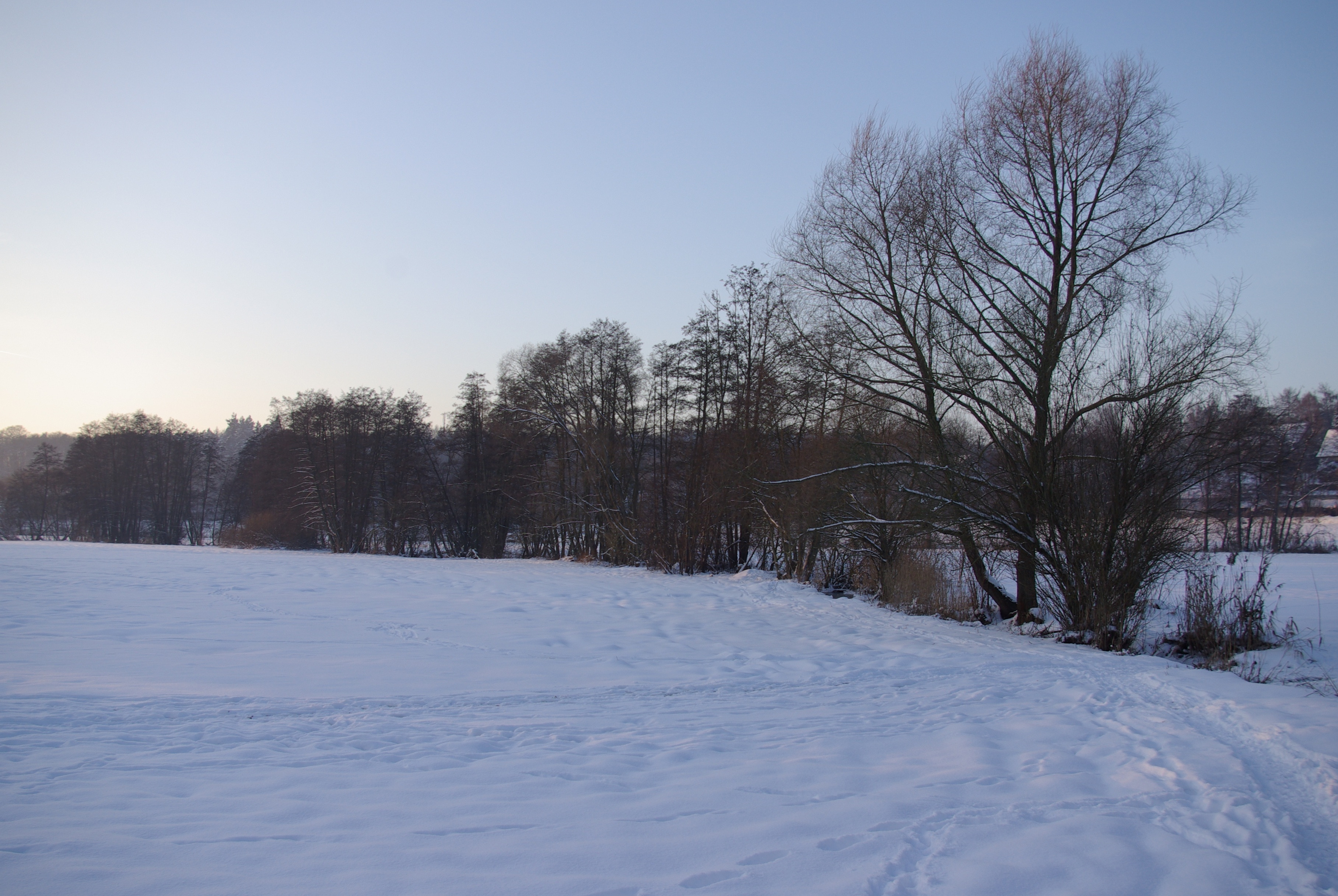
Das Aurachtal westlich von Frauenaurach
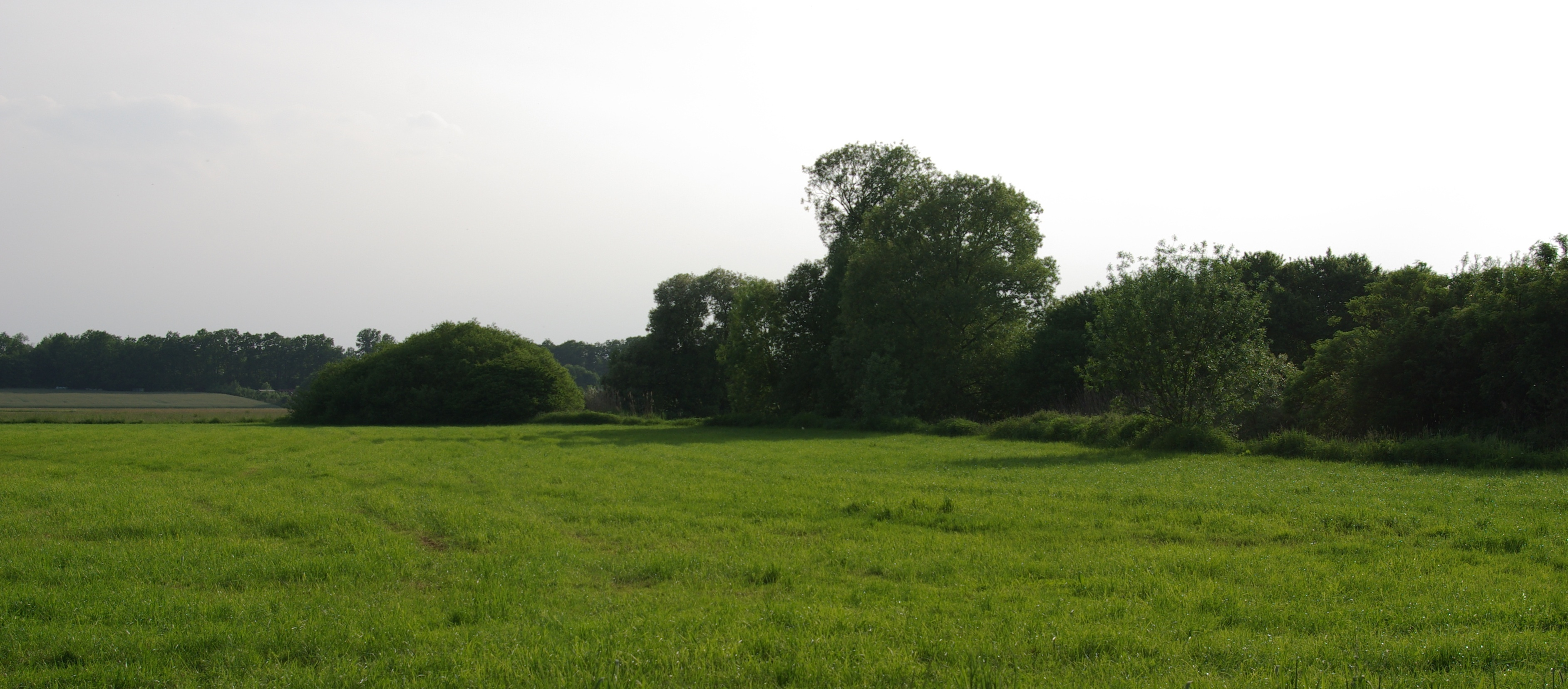
Zugewachsene Aurach kurz vor Mündung in die Regnitz im Erlanger Stadtteil Bruck

### Einzugsgebiet

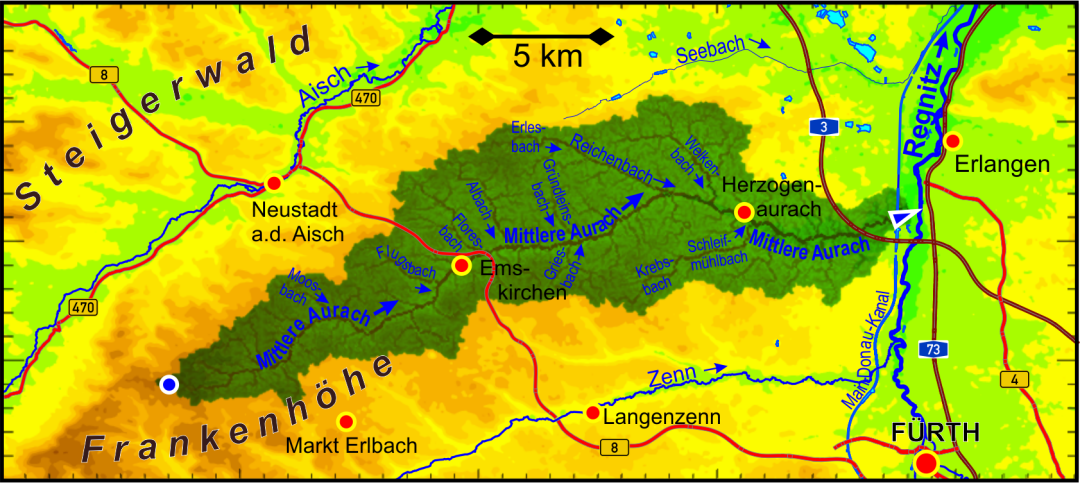
Einzugsgebiet der Mittleren Aurach

Die Aurach hat ein 164,8 km² großes Einzugsgebiet, das sich in Form einer meist schmalen Sichel von seinem westlichen Punkt im noch zu Markt Ipsheim gehörenden Oberndorfer Gemeindewald mit leichter Ausbiegung nach links etwa 33 km weit ostnordöstlich bis zur Mündung in die Regnitz gegenüber von Erlangen-Bruck erstreckt; quer dazu misst es an der breitesten Stelle nur wenig mehr als 8 km. Es gehört, naturräumlich gesehen, mit seinem obersten Teil dem Unterraum Nördliche Frankenhöhe der Frankenhöhe an, mit dem deutlich überwiegenden Rest dem Mittelfränkischen Becken, von dem der Unterraum Feuchtwanger Becken von Süden gegen den Oberlauf schmal auskeilt, während der weit überwiegende Flächenanteil im Unterraum Nürnberger Becken mit Sandplatten liegt.
An der nordwestlichen Wasserscheide grenzt das Einzugsgebiet der Aisch an, die deutlich weiter abwärts ebenfalls von links in die Rednitz mündet, an der nördlichen das des Seebachs, der schon bei Möhrendorf in den diese hier links begleitenden Main-Donau-Kanal einmündet. Im Süden sammelt über fast die gesamte Länge die Zenn den Abfluss jenseits der rechten Wasserscheide des Einzugsgebietes.
Der höchste Punkt liegt an der Westspitze im Oberndorfer Gemeindewald nahe der Kreisstraße NEA 25 von  Ipsheim-Eichelberg zur Staatsstraße St 2252 im Bereich der Totermannsäule auf wenig über 445 m ü. NHN.
Das Einzugsgebiet hat einen hohen Waldanteil, der an der nordwestlichen und nördlichen Wasserscheide teilweise große geschlossene Flächen einnimmt, ein Teil davon steht auch an den Hängen des Aurachtals und auf der nahen begleitenden Hochebene. Die freie Flur wird meist beackert. An der Nordgrenze zum Seebach-Einzugsgebiet wird Teichwirtschaft betrieben, angelegte Weiher reihen sich von Kaltenneuses an, dichter ab Emskirchen-Tanzenhaid bis nach Herzogenaurach-Hammerbach im Osten dicht an den Oberläufen der linken Nebenflüsse.

### Zuflüsse
Hierarchische Liste von Zuflüssen und  Seen von der Quelle zur Mündung. Mit Gewässerlänge, Seefläche, Einzugsgebiet und Höhe. Andere Quellen für die Angaben sind vermerkt. Auswahl.
Ursprung der Mittleren Aurach auf etwa 433 m ü. NHN ca. 2,5 km westlich von Markt Erlbach-Linden im Oberndorfer Gemeindewald. Der Bach fließt zunächst östlich, gleich nach dem Waldaustritt wendet er sich auf nicht sehr richtungsbeständigen Nordostlauf.
- Leitengraben, von links und Westnordwesten auf etwa 388 m ü. NHN inmitten einer Teichgruppe am Waldrand nördlich von Linden, ca. 1,5 km und ca. 1,9 km². 
Kurz vor der Mündung des Leitengrabens liegen links des Laufs die Grundwasserfassungen der sogenannten Aurachquelle.
- Fischstubengraben, von rechts und Südwesten auf etwa 379 m ü. NHN gleich nach Klausaurach, ca. 1,2 km und ca. 1,1 km².
- Hardgraben, von links und Nordwesten auf etwa 375 m ü. NHN zwischen Klausaurach und Mettelaurach, ca. 1,7 km und ca. 1,7 km².
  - Leitenbächlein, von rechts und Westnordwesten auf etwa 390 m ü. NHN an der Waldspitze zwischen Rimbach im Norden und Klausaurach im Süden, ca. 0,9 km und ca. 0,9 km².
- Morbach, von links und Westnordwesten auf etwa 362 m ü. NHN am Siedlungsrand von Morbach, ca. 2,1 km und ca. 2,3 km².
- Mosbach, von links und Nordwesten auf etwa 351 m ü. NHN in Mosbach, ca. 3,4 km und ca. 4,3 km².
  - Schellbach, von rechts und Westsüdwesten auf etwa 377 m ü. NHN am Ostrand des Dorfes Schellert von Neustadt an der Aisch, ca. 1,4 km und ca. 1,2 km².
- Neidbächlein, von rechts und Südosten auf etwa 331 m ü. NHN am Ende des Finkenmühle-Geländes, ca. 1,8 km und ca. 2,7 km².
- Küferbächlein, von links und Nordwesten etwa 0,2 km nach dem Kanalabgang, ca. 1,9 km und ca. 1,6 km²..
- Flugsbach, von links und Westnordwesten auf 323 m ü. NHN[BA 4] etwa 0,3 km vor der Pegelanlage vor dem Ortseintritt in Emskirchen selbst, ca. 4,6 km und ca. 5,7 km².
- Stubengraben, von rechts und Ostsüdosten auf etwa 323 m ü. NHN knapp hundert Meter nach dem vorigen Zufluss, ca. 1,2 km und ca. 1,5 km².
- → (Abgang des Mühlbachs), nach links auf etwa 321 m ü. NHN kurz vor dem Ortsende Emskirchens. Mündet kurz vor deren Mündung in den Albach, siehe unten.
- Albach, von links und Nordwesten auf 315 m ü. NHN[BA 4] bei Wilhelmsdorf-Stadelhof, 3,8 km[GV 1] und 18,4 km².[GV 2]
  - (Bedeutenderer Albach-Oberlauf), von links und Nordwesten auf etwa 338 m ü. NHN am Südrand von Oberalbach, ca. 2,4 km und ca. 3,4 km².
 An ihm und seinen Zuläufen liegen die zahlreichen Oberalbacher Teiche.
    - (Bach durch die Moosweiher), von rechts und Westen auf etwa 344 m ü. NHN am Waldaustritt nördlich von Oberalbach, ca. 1,1 km und ca. 0,6 km².
  Durchfließt auf etwa 360–350 m ü. NHN das halbe Dutzend Moosweiher am Waldrand, zusammen ca. 1,6 ha.

  - Mühlbach, von rechts kurz vor der Mündung; geht in Emskirchen nach links von der Mittleren Aurach ab.
    - Floresbach, von links und Nordwesten auf etwa 319 m ü. NHN nach der Sixtmühle von Emskirchen, ca. 5,4 km mit der Abschnittsfolge Brunner Teiche → Mühlbach → Floresbach und ca. 1,6 km auf dem Namenslauf ab der Weihermühle von Emskirchen sowie ca. 9,2 km². Fließt an der Weihermühle auf etwa 332 m ü. NHN aus Mühlbach und Moorgraben zusammen.
      - Mühlbach, linker und nordwestlicher Hauptstrang-Oberlauf des Floresbachs, ca. 3,7 km zusammen mit dem Oberlauf durch die Brunner Teiche und ca. 1,3 km auf dem Namenslauf vom Ortsbeginn von Brunn an sowie ca. 5,4 km². Der Oberlauf entsteht unbeständig auf etwa 379 m ü. NHN nordöstlich des Emskirchener Weilers Kaltenneuses nahe dem Rand des Glaswaldes.

      - Moorgraben, rechter und westnordwestlicher Nebenstrang-Oberlauf des Floresbachs, ca. 2,1 km mit seinem Oberlauf Marbach und ca. 0,6 km auf dem Namenslauf sowie ca. 2,3 km².
        - Marbach, linker Oberlauf aus dem Nordwesten, ca. 1,5 km und 1,8 km². Entfließt einem Teich im Brunnenfeld auf etwa 367 m ü. NHN wenig westlich der Kreisstraße NEA 22 von der Bundesstraße 8 nach Brunn.
        - (Bach durch die Ochsenweiher), von rechts und Westen auf 345 m ü. NHN noch auf dem Marbach-Abschnitt südwestlich von Brunn am Waldrand, ca. 1,3 km und ca. 1,0 km². Entsteht auf etwa 373 m ü. NHN östlich der Emskirchener Einöde Wulkersdorf neben der Bahnstrecke Fürth–Würzburg.
          - Speist und entwässert auf etwa 357–351 m ü. NHN im Wald das halbe Dutzend Ochsenweiher am Mittellauf, zusammen ca. 1,1 ha.
- Erlachbächlein, von rechts gegenüber der Albach bei Emskirchen-Gunzendorf, ca. 2,7 km und ca. 2,5 km².
- Griesbach, von rechts beim Grieshof von Emskirchen
- Gründleinsbach, von links vor Emskirchen-Oberniederndorf
- Kressengraben, von rechts nach Oberniederndorf
- Käsergraben, von links vor Aurachtal-Neundorf
- Maidelsgraben, von links in Münchaurach
- Reichenbach, von links und Westnordwesten auf etwa 301 m ü. NHN am Westrand von Aurachtal-Falkendorf, 8,1 km[GV 1] mit Oberlauf Erlesbach und einem weiteren obersten Lauf sowie 13,8 km².
- Grüdlgraben, am Oberlauf Stockweihergraben, von rechts in Falkendorf
- Welkenbach, von links und Westnordwesten auf etwa 296 m ü. NHN bei Herzogenaurach-Eckenmühle, 7,2 km[GV 1] und 16,1 km².[GV 2]
- Dachenbach, von links zuletzt verdolt etwa unterhalb der Dambachstraße in Herzogenaurach
- Weihersbach, von rechts in Herzogenaurach neben der Ansbacher Straße
- Schleifmühlbach, von rechts und Westsüdwesten auf etwa 290 m ü. NHN neben der Brücke der Hauptendorfer Straße von Herzogenaurach-Niederndorf nach Hauptendorf, 7,2 km[GV 1] mit dem rechten Oberlauf Krebsbach sowie 13,0 km².[GV 2]
- Eichholzbächlein, von links am Stadt- und Siedlungsrand von Niederndorf gegen Erlangen-Neuses
- Altaurach, von rechts in Erlangen-Frauenaurach. Geht zuvor von der Mittleren Aurach nach rechts ab bei Neuses. 
  - Öhrbach, von rechts bei der Kläranlage von Herzogenaurach

Unterquert danach den Main-Donau-Kanal am Ostrand von Frauenaurach

### Ortschaften
Ortschaften am Lauf mit ihren Zugehörigkeiten. Nur die Namen tiefster Schachtelungsstufe bezeichnen Siedlungsanrainer.
Landkreis Neustadt an der Aisch-Bad Windsheim
- Markt Ipsheim
  - (Wald ohne Besiedlung am Lauf)
- Markt Erlbach
  - Klausaurach (Dorf, vorwiegend links)
  - Mettelaurach (Dorf, vorwiegend links)
  - Morbach (Weiler, linker Hang)
  - Losaurach (Dorf, vorwiegend links)
  - Mosbach (Dorf, vorwiegend links)
  - Mosbacher Mühle (Siedlungsplatz, links)
  - Kotzenaurach (Dorf, vorwiegend links)
  - Holzmühle (Einöde, links)
- Markt Emskirchen
  - Finkenmühle (Einöde)
  - Neuschauerberg (Dorf, linker Hang) mit Schauerberger Mühle (links)
  - Emskirchen (Hauptort)
  - Sixtmühle (Weiler, linker Hangfuß)
  - Schneemühle (Einöde, linker Hangfuß)
  - Gunzendorf (Dorf, rechter Hangfuß)
- Gemeinde Wilhelmsdorf
  - Stadelhof (Einöde, linker Talebenenrand)
- Markt Emskirchen
  - Leitsmühle (Einöde, rechts)
  - Grieshof (Weiler, rechter Hangfuß)
  - Oberniederndorf (Dorf, linker Hangfuß)

Landkreis Erlangen-Höchstadt
- Gemeinde Aurachtal
  - Neundorf (Dorf)
  - Münchaurach (Pfarrdorf)
  - Falkendorf (Dorf, überwiegend links)
  - Hessenmühle (Einöde, noch gegenüber Falkendorf rechts)
  - Lenzenmühle (Einöde, rechts)
- Stadt Herzogenaurach
  - Eckenmühle (Einöde, links)
  - Herzogenaurach (Hauptort)
  - Eichelmühle (Ort, links in Baukontinuität zu Herzogenaurach)
  - Niederndorf (Pfarrdorf, linker Hang)
  - Heinrichsmühle (Einöde, links unterhalb von Niederndorf)
  - Hauptendorf (Dorf, rechter Hang gegenüber Niederndorf)

Kreisfreie Stadt Erlangen
- Neuses (links)
- Frauenaurach

## Freizeit und Erholung
Von Erlangen führt ein nicht überall asphaltierter Radweg das Aurachtal hinauf bis zur Aurachquelle und läuft dann weiter über das Tal des Leitenbach und die Waldhöhen am Westrand des Einzugsgebietes nach Markt Ipsheim im Aischtal.
Der nach dem Fluss benannte, in Fürth beginnende Fernwanderweg Aurach-Weg führt auf teils gleicher, meist naher Trasse ab Herzogenaurach talaufwärts und endet in Bad Windsheim.

### BayernAtlas („BA“)
Amtliche Online-Gewässerkarte mit passendem Ausschnitt und den hier benutzten Layern: Lauf und Einzugsgebiet der Mittleren Aurach

Allgemeiner Einstieg ohne Voreinstellungen und Layer: BayernAtlas der Bayerischen Staatsregierung (Hinweise)
1. 1 2 3  Höhe abgefragt auf dem Hintergrundlayer Amtliche Karte (Rechtsklick).
2. ↑  Länge abgemessen auf dem Hintergrundlayer Amtliche Karte.
3. ↑  Einzugsgebiet abgemessen auf dem Hintergrundlayer Amtliche Karte.
4. 1 2  Höhe nach blauer Beschriftung auf dem Hintergrundlayer Amtliche Karte.

### Gewässerverzeichnis Bayern („GV“)
1. 1 2 3 4 5  Länge nach: Verzeichnis der Bach- und Flussgebiete in Bayern – Flussgebiet Main, Seite 49 des Bayerischen Landesamtes für Umwelt, Stand 2016 (PDF; 3,3 MB)
2. 1 2 3 4  Einzugsgebiet nach: Verzeichnis der Bach- und Flussgebiete in Bayern – Flussgebiet Main, Seite 49 des Bayerischen Landesamtes für Umwelt, Stand 2016 (PDF; 3,3 MB)

### Sonstige Nachweise und Anmerkungen
1. 1 2  Hochwassernachrichtendienst des Bayerischen Landesamtes für Umwelt (Hinweise) (abgefragt 01.01.2016)
2. ↑  Hochwassernachrichtendienst des Bayerischen Landesamtes für Umwelt (Hinweise) (abgefragt 01.01.2016)
3. ↑  Herbert Erich Baumert: Die Wappen der Städte, Märkte und Gemeinden Oberösterreichs, 6. Nachtrag (1980–1983). In: Oberösterreichische Heimatblätter. Heft 3, 1984, S. 222 (ooegeschichte.at [PDF; 8,2 MB]).
4. ↑  Laut Hochwassernachrichtendienst des Bayerischen Landesamtes für Umwelt (Hinweise) umfasst das Einzugsgebietes der Mittleren Aurach jedoch schon 1,8 km vor der Mündung 167,4 km². Siehe dazu die Stammdaten des Pegels Frauenaurach.
5. ↑  Karl Albert Habbe: Die naturräumlichen Einheiten auf Blatt 153 Bamberg – Ein Problembündel und ein Gliederungsvorschlag. In: Mitteilungen der Fränkischen Geographischen Gesellschaft 2003/2004, S. 55–102 (PDF-Download)